# Vale do Sousa
O Vale do Sousa é uma sub-região que agrupa os municípios do vale do rio Sousa (Felgueiras, Paredes, Penafiel e Lousada), e mais dois concelhos (Paços de Ferreira e Castelo de Paiva). Deu origem, em 1989, à Valsousa- Associação de Municípios do Vale do Sousa, com escassas funções administrativas e cujas competências se resumem, hoje, ao tratamento de resíduos.   Administrativamente, o Vale do Sousa encontra-se fundido com o Baixo Tâmega, dando origem à actual sub-região do Tâmega e Sousa que inclui todos os concelhos anteriores excepto Paredes, que aderiu à Área Metropolitana do Porto. Todos os concelhos, excepto o concelho de Castelo de Paiva, se localizam no distrito do Porto.